# Слатко
Слатко (серб. слаткō / slatkō; мак. слатко, трансліт. slatko; болг. сладко, трансліт. sladko; означає «солодкий») — тонке фруктове консервування з фруктів або пелюсток троянд у болгарській, македонській та сербській кухнях. Можна використовувати практично будь-які фрукти, включаючи суницю, чорницю, сливу або вишню.

## Традиції
Традиційно всіх гостей у сербських і болгарських будинках вітають ложкою сладко/сладко та чашкою води одразу після того, як вони сідають. Особливо почесним гостям пропонують двічі, хоча будь-який гість може попросити інший смак, щоб вшанувати економку. Для другого смаку потрібно використовувати іншу ложку. Просити про третій смак, якщо його не запропонували, вважається непристойною поведінкою, хоча зазвичай це відбувається. Крім того, таким же чином можна запропонувати гостям мед (або попросити вибрати один із двох варіантів). До створення Югославії традиція сладкого була загальною та широко поширеною лише в історичній Сербії, на південь від Сави та Дунаю, і була невідома у Воєводині та інших частинах Австро-Угорської імперії.

## Варіанти
Найпоширенішими видами сладкого є ті, що готуються з цілої полуниці, злегка незрілих слив зі шкіркою або вишні. Також можна використовувати інші свіжі фрукти, такі як малина, черешня, кубики з кавунової шкірки кавуна, шипшина айва, виноград, інжир, половинки або четвертинки абрикосів без шкірки, персики, чорниця, ожина або порічки червоні. Якщо готується сливове солодко, до суміші можна додати половинки волоських горіхів або мигдаль або навіть вставити в самі сливи замість кісточок. Деякі фрукти та овочі (наприклад ревінь і фізаліс), які рідко вирощують у Сербії, також показали, що добре підходять для солодкого. Можна також використовувати заморожені ягоди і фрукти, але відповідно до цього слід регулювати кількість води й час варіння.

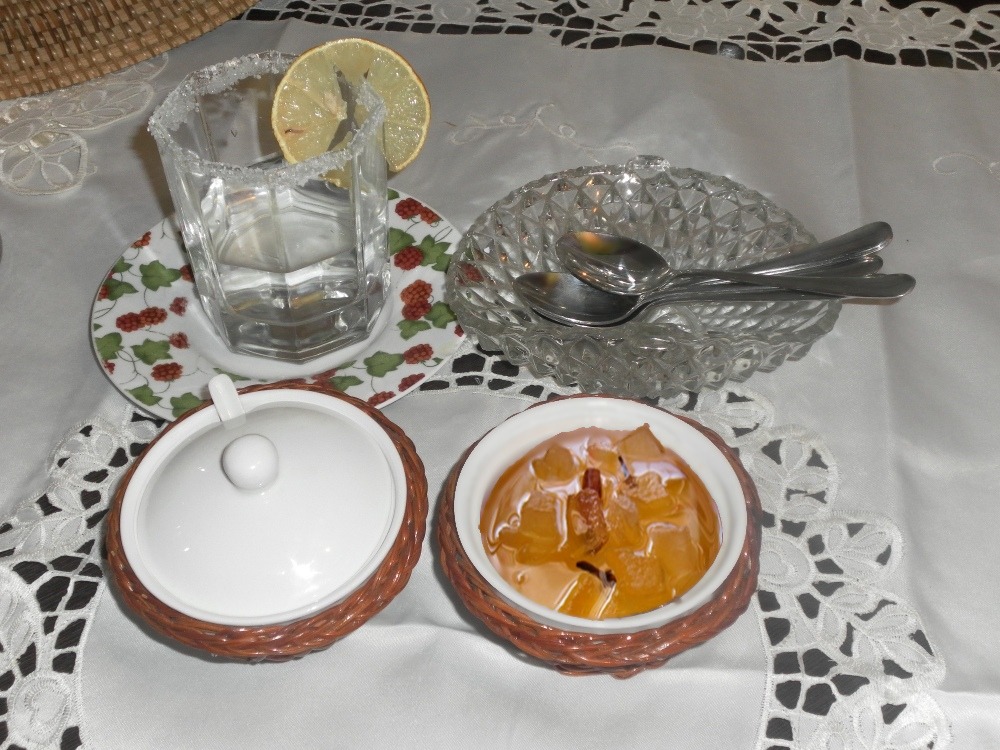
Слатко з кавунових шкірок - традиційний спосіб подачі сладкого
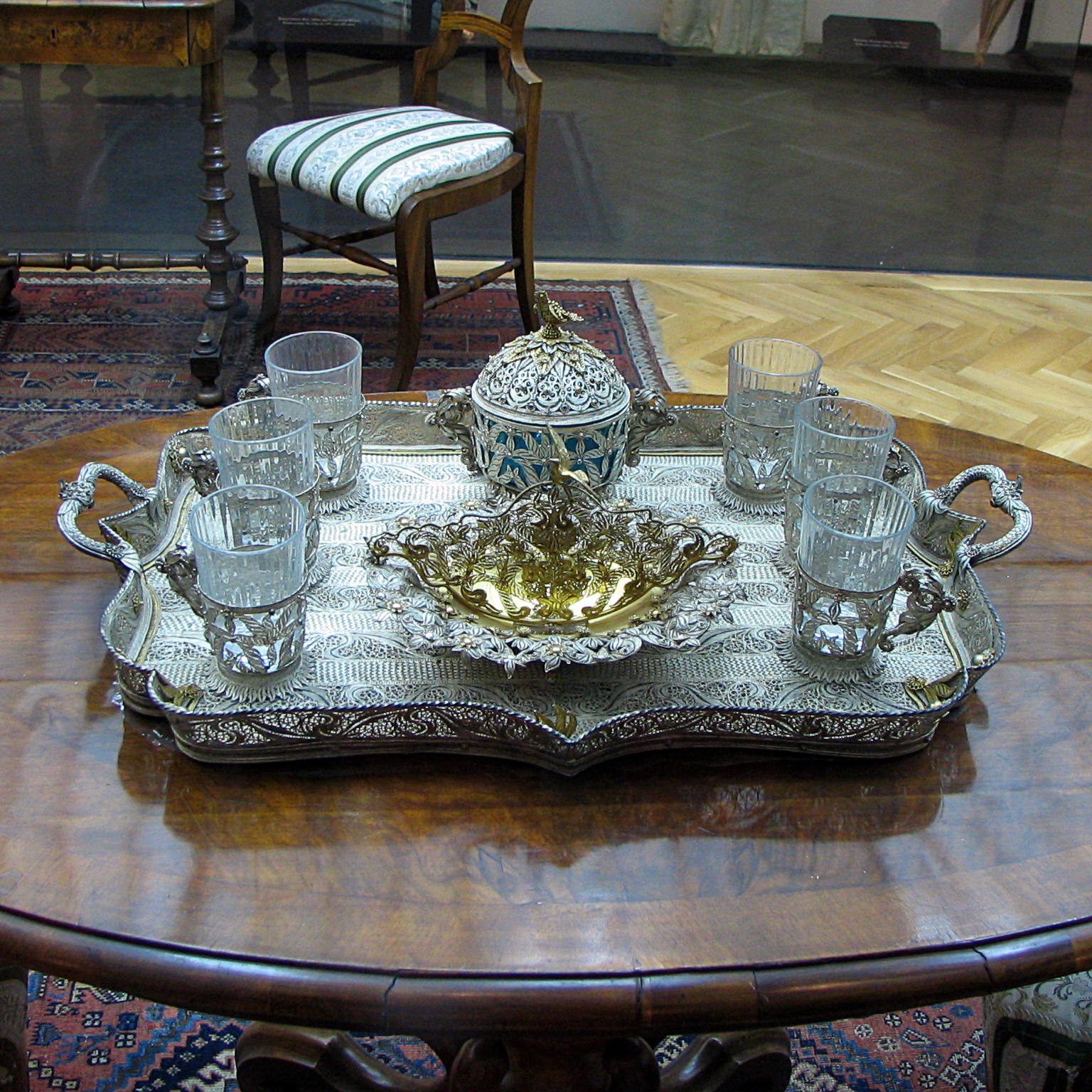
Посуд для подачі сладкого та води